# Shorthorn
La shorthorn est une race bovine britannique, également appelée Durham.

## Origine
La shorthorn fait partie des races bovines du littoral de la mer du Nord. Elle serait arrivée de Frise en Angleterre avec les Angles, les Jutes et les Saxons. Elle a été croisée avec des races locales ou venues avec les Vikings dans le but d'obtenir une race de taille moyenne à production mixte au nord-est de l'Angleterre (comtés de Durham, Lincolnshire, Northumberland et Yorkshire).
À partir du XVIe siècle, les éleveurs vont choisir plusieurs types de sélection. Certains vont résolument sélectionner l'aptitude bouchère de leurs animaux, donnant la shorthorn bouchère (beef shorthorn). D'autres choisissent de conserver la polyvalence de leur bétail, donnant la shorthorn laitière (dairy shorthorn). C'est l'une des premières races de bovins, individualisée dès la fin du XVIIIe siècle. La sélection des bovins de race shorthorn a commencé dès 1783 et le livre généalogique a été ouvert en 1822. Anciennement connue sous le nom de « durham », elle a été beaucoup utilisée pour engendrer d'autres races britanniques et continentales aux XVIIIe et XVIIIe siècles. La race a été beaucoup exportée, notamment en Amérique du Nord et du Sud, et a servi à améliorer de nombreuses races locales, notamment en France (Normande et Maine-Anjou). Aux États-Unis, par croisement avec une race de zébu, elle a donné naissance à la race Santa Gertrudis. Après avoir « révolutionné » l'élevage européen par la qualité de ses reproducteurs, la race shorthorn est aujourd'hui en effectif réduit dans les pays européens.

## Morphologie

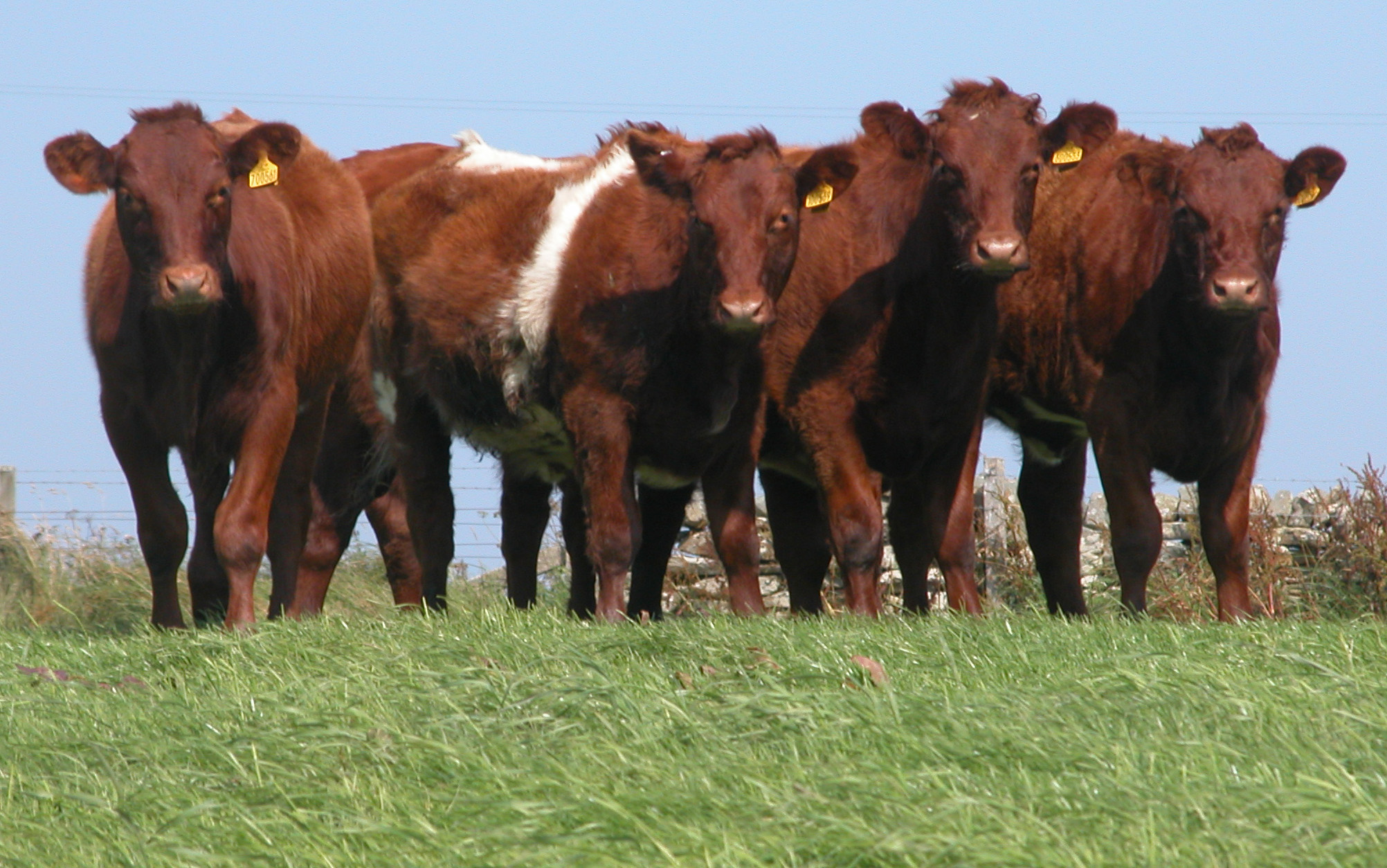
Taurillons shorthorns "type boucher".

La robe est diversement colorée : rouge, rouge et blanc ou rouan (poils blancs et rouges mêlés). Les cornes courtes sont orientées vers le bas. Il existe une branche polled shorthorn sans cornes.

C'est une race de format moyen. Les femelles ont une hauteur au garrot de 1,30 m et les mâles de 1,35 m ; le poids moyen est respectivement de 800 et 1 200 kg.

## Aptitudes

### Race bouchère
La race bouchère et laitiere présente une bonne précocité à croissance rapide. Les animaux ont une bonne conformation bouchère et un très bon rendement de carcasse, mais avec une forte présence de gras sous-cutané et intramusculaire. Les vaches nourrissent bien leur veau et vêlent sans difficultés. Les taureaux sont de bons reproducteurs pour améliorer les races anciennes.

### Race laitière
La race laitière est plutôt une race mixte, donnant un lait riche en protéine et matière grasse. Elle n'est laitière qu'en comparaison avec sa cousine « bouchère ». Morphologiquement, elle présente des taches mieux délimitées et plus franchement rouges. Ceci s'explique par des croisements avec des races pie rouges laitières : ayrshire ou pie rouge des plaines.

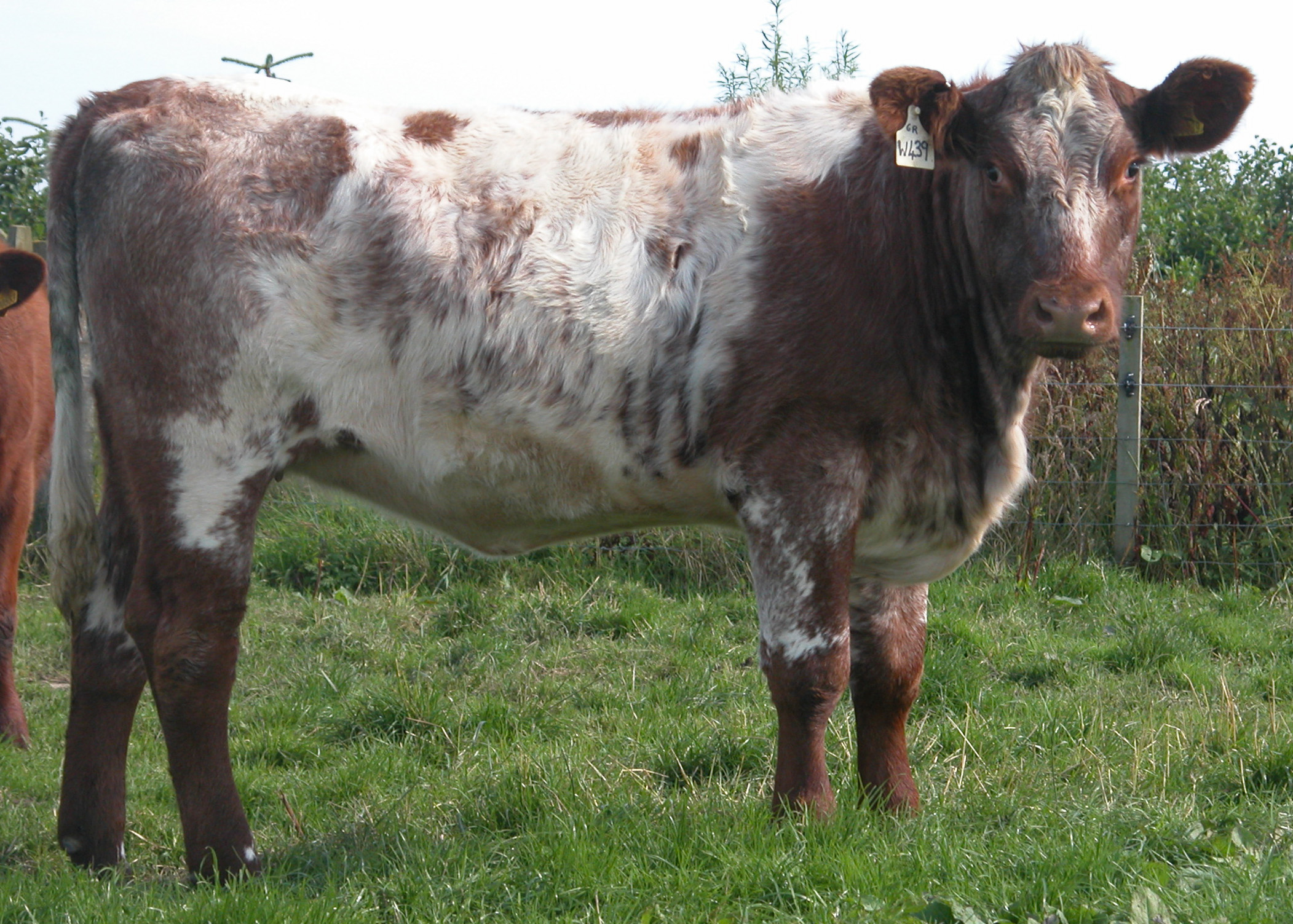
Génisse shorthorn.